# Quincoces de Suso
Quincoces de Suso es un despoblado español del municipio de Valle de Losa, perteneciente a la provincia de Burgos, en la comunidad autónoma de Castilla y León.

## Historia
Hacia mediados del siglo XIX, el lugar, por entonces perteneciente al municipio de Junta de Oteo, tenía contabilizada una población de 67 habitantes. Aparece descrito en el decimotercer volumen del Diccionario geográfico-estadístico-histórico de España y sus posesiones de Ultramar de Pascual Madoz con las siguientes palabras:

QUINCOCES DE SUSO: l. en la prov., dióc., aud. terr. y c. g. de Búrgos (17 leg,), part. jud. de Villarcayo (4), ayunt. de la Junta de Oteo. sit. á orillas del r. Gerta, en la carretera de Cerva de Rio Pisuerga á Vizcaya; su clima es frio, pero sano. Tiene 18 casas; igl. parr. (Sta. Maria) servida por un cura; cementerio en parage ventilado y buenas aguas potables. Confina con Baro y Quincoces de Yuso. El terreno es de mediana calidad y le fertilizan algun tanto las aguas del Gerta. Los caminos son locales, escepto el mencionado de Cervera de Rio Pisuerga. La correspondencia se recibe de la cap. del part. prod.: granos, legumbres, pastos y leña; cria ganado y alguna caza. pobl.: 18 vec., 67 alm. cap. prod.: 26,400 rs. imp.: 2,281.
(Madoz, 1849, p. 315

El lugar, que quedó despoblado, pertenece ahora al municipio de Valle de Losa.